# İSEK SK
İSEK SK, pełna nazwa İstanbul Satranç Eğitim Kulübü Aquamatch – turecki klub szachowy z siedzibą w Stambule, mistrz kraju z 2011 roku.

## Historia
Klub został założony w 2006 roku. W 2008 roku zadebiutował w Süper Satranç Ligi. W debiutanckim sezonie zespół zajął jedenaste miejsce. W 2010 roku zespół zajął trzecie miejsce w lidze. W sezonie 2011 klub zdobył mistrzostwo Turcji. W kadrze İSEK znajdowali się wówczas m.in. Rustam Kasimdżanow, Liviu-Dieter Nisipeanu, Suat Atalık, Lewan Panculaja i Ekaterina Atalık. Ponadto w 2011 roku klub wystąpił w Pucharze Europy. Klub wygrał w nim trzy mecze (m.in. z wyżej notowanym Asker SK), a przegrał cztery, uzyskując 42. miejsce w turnieju. Sezon 2012 klub zakończył na jedenastej pozycji w krajowej lidze. W 2013 roku miejsce İSEK SK w Süper Satranç Ligi przejął Ankara Demirspor.

## Arcymistrzowie w historii klubu
- Michael Adams[10]
- Suat Atalık[10]
- Christos Banikas[11]
- Rustam Kasimdżanow[10]
- Liviu-Dieter Nisipeanu[5]
- Lewan Panculaja[10]
- Joanis Papaioanu[11]
- Judit Polgár[12]